# Megabit
Megabit (Mb eller Mbit) är en informationsenhet samt en multipel av bit. Namnet kommer av SI-prefixet mega (M), för en miljon, och bit (b).
1 megabit = 106 bitar = 1 000 000 bitar
Megabit är relaterat till enheten mebibit (Mib) – en multipel baserad på det binära prefixet mebi (Mi) – som motsvarar 220 bitar = 1 048 576 bitar. Ibland används megabit som synonym till mebibit, trots att SI och IEC avråder från detta.
Megabit används för att ange överföringshastighet i datornätverk, då i form av megabit per sekund (Mbps).